# Zack Torquato
Zachary „Zack“ Torquato (* 8. Juni 1989 in Sault Ste. Marie, Ontario) ist ein ehemaliger kanadischer Eishockeyspieler und derzeitiger -trainer, der im Verlauf seiner aktiven Karriere zwischen 2005 und 2023 unter anderem über 300 Partien in der ECHL auf der Position des Centers absolviert hat und darüber hinaus auch in Italien, der Schweiz sowie Frankreich aktiv war.

## Karriere
Zack Torquato begann seine Karriere 2005 bei den Saginaw Spirit in der kanadischen Juniorenliga Ontario Hockey League (OHL), nachdem ihn das Team in der OHL Priority Selection an dritter Position ausgewählt hatte. Er hatte eine gute Debütsaison mit 19 Toren und 18 Vorlagen. In der ersten Runde der Playoffs scheiterten die Spirit aber schon nach vier Spielen an Guelph Storm. Zu Beginn der Saison 2006/07 kam es zu einem negativen Zwischenfall, als Torquato sowie vier weitere Spieler der Spirit wegen eines Übergriffs gegen eine 15-Jährige angeklagt wurden. Die Klage resultierte schließlich für alle fünf Angeklagten in einer zweijährigen Bewährungsstrafe und 250 Stunden für soziale Dienste. Im November 2006 wurde Torquato innerhalb der Liga zu den Erie Otters transferiert, wo er gleich zum Assistenzkapitän ernannt wurde. Obwohl die Saison schon fast zwei Monate lief und er dadurch bedingt nur 43 Spiele für die Otters bestreiten konnte, war er am Ende der Spielzeit zweitbester Scorer des Team mit 46 Punkten. Zudem kam er im Frühjahr 2007 für die kanadische Juniorennationalmannschaft bei der U18-Weltmeisterschaft zum Einsatz. Die Detroit Red Wings aus der National Hockey League (NHL) wählten ihn schließlich im NHL Entry Draft 2007 in der sechsten Runde an der 178. Position aus.
In der Saison 2007/08 führte der Stürmer die Erie Otters als Mannschaftskapitän aufs Eis, jedoch konnte das Team sich im Vergleich zum Vorjahr nur gering verbessern und verpasste erneut die Playoffs. Im März 2008 wechselte er erstmals zu den Profis, als er einen Probevertrag bei den Grand Rapids Griffins, dem Farmteam der Detroit Red Wings, aus der American Hockey League (AHL) unterschrieb. Dort kam er in elf Spielen zum Einsatz und schoss ein Tor. Zur Saison 2008/09 wechselte Torquato wieder zu den Junioren, wo er weiterhin bei den Erie Otters spielte. Torquato zeigte sich zwar als einer der Führungsspieler im Team, konnte aber keine Fortschritte in seiner Entwicklung aufweisen, weshalb die Detroit Red Wings die Frist für einen Vertragsabschluss verstreichen ließen und somit die Rechte an Torquato verloren. Der Angreifer wechselte daraufhin am Ende der Spielzeit 2009/10 kurzzeitig zu den Idaho Steelheads in die ECHL, ehe er zur folgenden Saison zum Ligakonkurrenten Toledo Walleye wechselte. Ebenso kam er zu einem Dutzend Einsätzen für die Rockford IceHogs in der AHL.
Mit Beginn der Saison 2011/12 fand Torquato bei den Wheeling Nailers in der ECHL für die folgenden viereinhalb Spielzeiten eine neue sportliche Heimat. Zwischenzeitlich kam er auch immer wieder zu Einsätzen für Wheelings Kooperationspartner Wilkes-Barre/Scranton Penguins in der AHL zu Einsätzen. Ab Ende Dezember 2015 lief der Stürmer auf Leihbasis für die Chicago Wolves in der AHL auf. Ebenso stand Torquato im Sommer 2014 beim tschechischen Hauptstadtklub HC Sparta Prag unter Vertrag, absolvierte aber bis zu seiner Rückkehr zu den Wheeling Nailers keine Partie für den Extraligisten. Im Juli 2016 kam ein erneuter Wechsel nach Europa zustande, wo der Kanadier zwei Spielzeiten bei der SG Cortina in der Alps Hockey League verbrachte. Danach war er eine Saison für die Herning Blue Fox in der dänischen Metal Ligaen aktiv.
Zur Saison 2019/20 wechselte Torquato in die Schweiz. Dort war er zwei Spieljahre in der zweitklassigen Swiss League für den EHC Winterthur aktiv. Gleichzeitig fungierte er als Mannschaftskapitän des Zweitligisten, der ihn am Ende der Saison 2020/21 an den Ligakonkurrenten SC Langenthal auslieh, nachdem Winterthur die Playoffs verpasst hatte. Zum Spieljahr 2021/22 wechselte der Offensivspieler zu den Ducs d’Angers in die französische Ligue Magnus. Mit den Ducs gewann Torquato im Frühjahr 2022 den Coupe de France und wurde Vizemeister, ehe er nach einer weiteren Spielzeit dort seine Karriere im Juni 2023 im Alter von 33 Jahren für beendet erklärte. Anschließend wurde er in den Trainerstab des Teams integriert.

## Erfolge und Auszeichnungen
- 2007 Teilnahme am OHL All-Star Game
- 2022 Coupe-de-France-Gewinn mit den Ducs d’Angers
- 2022 Französischer Vizemeister mit den Ducs d’Angers

### International
- 2006 Goldmedaille beim Ivan Hlinka Memorial Tournament

## Karrierestatistik

### International
Vertrat Kanada bei:
- World U-17 Hockey Challenge 2006
- Ivan Hlinka Memorial Tournament 2006
- U18-Junioren-Weltmeisterschaft 2007

(Legende zur Spielerstatistik: Sp oder GP = absolvierte Spiele; T oder G = erzielte Tore; V oder A = erzielte Assists; Pkt oder Pts = erzielte Scorerpunkte; SM oder PIM = erhaltene Strafminuten; +/− = Plus/Minus-Bilanz; PP = erzielte Überzahltore; SH = erzielte Unterzahltore; GW = erzielte Siegtore; 1 Play-downs/Relegation; Kursiv: Statistik nicht vollständig)